# Multrå
Multrå är kyrkbyn i Multrå socken i Sollefteå kommun i Ångermanland. Byn ligger strax öster om Sollefteå, norr om Ångermanälven och nedanför Multråberget.
I orten återfinns Multrå kyrka.